# Шалев, Авиноам
Авиноам Шалев (ивр. אבינעם שלו‎; род. 1989) — израильский клавесинист и пианист.
Учился в музыкальной школе города Гиватаим у Асафа Зохара. Затем в 2011 году окончил с отличием Школу музыки Бухмана-Меты Тель-Авивского университета по классам клавесина и музыковедения, ученик клавесинистки Марины Минкин; занимался также органом под руководством Александра Горина. С 2012 года продолжал занятия клавиром и исторически информированным исполнительством в Ганноверской Высшей школе музыки и театра у Цви Меникера.
Начал гастролировать как пианист-солист в возрасте 17 лет с оркестром своей музыкальной школы, исполняя Первый концерт П. И. Чайковского. В дальнейшем концертировал в Германии, Италии, Франции, в 2019 году дебютировал в лондонском Уигмор-холле. В 2018 году завоевал первую премию Международного конкурса имени Иоганна Себастьяна Баха в Лейпциге. Участник различных ансамблей барочной музыки, в том числе сочетающих концертную деятельность с неожиданными перформансами. Выступает также как исполнитель современной музыки; в 2005 году исполнил мировую премьеру пьесы Цви Авни «Мираж».
В 2018—2020 гг. преподавал в Штутгартской высшей школе музыки. С 2021 г. приглашённый профессор Берлинского университета искусств.